# Xã Ray, Michigan
Xã Ray (tiếng Anh: Ray Township) là một xã thuộc quận Macomb, tiểu bang Michigan, Hoa Kỳ. Năm 2010, dân số của xã này là 3.739 người.